# Donje Obuljeno
Donje Obuljeno je dubrovačko naselje u Dubrovačko-neretvanskoj županiji. Nalazi se u gradskom kotaru Mokošici.

## Zemljopisni položaj
Donje Obuljeno se proteže sjevernom stranom obale zaljeva Rijeke dubrovačke, ispod Jadranske turističke ceste i naselja Nove Mokošice, oko 7 km sjeveroistočno od grada Dubrovnika.

## Povijest
Donje Obuljeno je bilo nastanjeno još u vrijeme Dubrovačke Republike kad je tamo izgrađeno nekoliko ljetnikovaca.
Tijekom Domovinskog rata Donje Obuljeno je bilo pod okupacijom JNA i četnika pa je mjesto opljačkano.

## Gospodarstvo
Mještani Donjeg Obuljena se uglavnom bave turizmom i ribarstvom.

## Stanovništvo
Prema popisu stanovništva iz 2011. godine u naselju živi 210 stanovnika, a stanovništvo uglavnom čine Hrvati katoličke vjeroispovjesti. 
| broj stanovnika | 209   | 205   | 177   | 168   | 150   | 173   | 157   | 152   | 139   | 146   | 135   | 138   |       |       | 181   | 210   | 243   |
|                 | 1857. | 1869. | 1880. | 1890. | 1900. | 1910. | 1921. | 1931. | 1948. | 1953. | 1961. | 1971. | 1981. | 1991. | 2001. | 2011. | 2021. |